# هوشنگ سمیعی
مهندس هوشنگ سمیعی (۱۲۸۲ رشت – ۱۳۴۴ تهران) از بنیانگذاران ارتباطات بی‌سیم در ایران و فن‌سالاران دوره پهلوی بود. او چهل و سومین وزیر پست، تلگراف و تلفن ایران در کابینه‌های علی امینی و اسدالله علم بود.
در مدارس سن لویی و دارالفنون تهران درس خواند و در وزارت پست و تلگراف استخدام شد. جزو دومین سری دانشجویان اعزامی به اروپا در سال ۱۳۰۸ خورشیدی به فرانسه رفت و در رشته مهندسی بی‌سیم تحصیل کرد. پس از کارآموزی در فرانسه و آلمان به ایران بازگشت و در بی‌سیم پهلوی مشغول به کار شد.
سمیعی مدتی معاون و در سال ۱۳۲۰ سرپرست و در سال ۱۳۲۱ رئیس بی‌سیم پهلوی و سپس مدیرکل فنی وزارت پست و تلگراف شد. در سال ۱۳۲۹ که امیرقاسم اشراقی در کابینه سپهبد رزم‌آرا وزیر پست و تلگراف شد، سمیعی را معاون خود کرد. در سال ۱۳۳۴ نیز که اشراقی بار دیگر وزیر پست و تلگراف شد (دولت حسین علاء) سمیعی را معاون خود کرد.
هوشنگ سمیعی در سال ۱۳۴۰ در دولت دکتر علی امینی به وزارت پست و تلگراف و تلفن رسید. در دولت علم که پس از امینی روی کارآمد نیز در همین سمت بود و در دولت بعدی که حسنعلی منصور تشکیل داد، کنار رفت و بازنشسته شد.